# لي الكسندر (سياسي)
لي الكسندر (بالإنجليزية: Lee Alexander)‏ هو سياسي أمريكي، ولد في 18 مايو 1927 بجيرسي سيتي في الولايات المتحدة، وتوفي في 25 ديسمبر 1996 بسيراكيوز في الولايات المتحدة. حزبياً، نشط في الحزب الديمقراطي.